# Metapedia
Metapedia és una enciclopèdia en línia d'inspiració wiki amb continguts nacionalistes blancs, d'ultradreta, supremacistes blancs, antisemites, islamòfobs, antifeministes, homòfobs, revisionistes (incloent-hi la negació de l'Holocaust) i neonazistes. Es descriu com a pàgina enfocada en la cultura europea, l'art, les ciències, la filosofia i la política. Va ser llançat oficialment el 26 d'octubre de 2006, primer en llengua sueca pel cap rapat i neo-nazista Anders Lagerström de Linköping.

## Contingut
S'hi troben temes diversos que inclouen la història d'Europa, la mitologia nòrdica i la música nacionalista blanca. Molts dels articles de la Metapedia es dediquen a Odin, l'Ordre Blanc de Tule, les runes i altres aspectes culturals suposadament «aris» (en el sentit de nòrdics o germànics), ja apreciats per Heinrich Himmler. Es pot notar una descripció eufemística, o fins i tot a favor, d'Adolf Hitler i altres figures nazis. El politòleg estatunidenc Daniel Goldhagen es refereix a la Metapedia com un projecte amb la finalitat de crear un univers informatiu antisemita.
Segons les autoritats de la Protecció de la Constitució a Rin del Nord-Westfàlia, els articles de la Metapedia es caracteritzen pel seu revisionisme històric i elogis al Tercer Reich. Per això, la Bundesprüfstelle für jugendgefährdende Medien va començar un procés d'investigació amb el fi de determinar si la pàgina era «nociva per a les persones joves».
A principis del 2007, mig any després del llançament de l'edició sueca, la Metapedia va rebre molta atenció per part dels mitjans de comunicació a Suècia per la seva semblança a la Viquipèdia original i també per alguns continguts particulars, com ara la caracterització positiva de moltes personalitats nazis i per categoritzar les empreses sueques segons la procedència (sueca o jueva) dels seus propietaris. Això va ser la causa d'una investigació per part del canceller de justícia de Suècia per decidir si la pàgina hauria de ser perseguida per incitar a l'odi i per violar la Llei de d'intimitat. Després de revisar els continguts, el canceller va decidir deixar les investigacions, atès que no s'hi havia trobat cap violació concreta de les lleis respectives. El gener del 2009, el canceller va opinar que la Metapedia presentava una imatge positiva d'Adolf Hitler, però va decidir no investigar la pàgina, ja que no s'hi trobaven actes clarament il·legals.